# Qui peut faire de la voile sans vent ?
Qui peut faire de la voile sans vent ? (suédois : Vem kan segla förutan vind?, litt. Qui peut naviguer sans vent ?) est une berceuse folklorique suédoise connue dans les régions de langue suédoise en Finlande, probablement originaire des îles Åland, situées dans la mer Baltique, entre la Finlande et la Suède. On retrouve la première ligne de la berceuse dans la cinquième strophe d'une ballade du XVIIIe siècle, Goder natt, goder natt, allra kärestan min. La chanson est publiée pour la première fois dans sa forme actuelle en 1909. Elle se rapporte à un thème qui est commun dans les chansons de marins : être séparé de l'être aimé,.  

## Paroles
| Strophes  | suédois                         | français                              |
| --------- | ------------------------------- | ------------------------------------- |
| Strophe 1 | Vem kan segla förutan vind,     | Qui peut fair' de la voil' sans vent, |
| Strophe 1 | vem kan ro utan åror,           | qui peut ramer sans rames,            |
| Strophe 1 | vem kan skiljas från vännen sin | et qui peut quitter son ami           |
| Strophe 1 | utan att fälla tårar ?          | sans verser de larmes ?               |
| Strophe 2 | Jag kan segla förutan vind,     | Je peux fair' de la voil' sans vent,  |
| Strophe 2 | jag kan ro utan åror,           | je peux ramer sans rames,             |
| Strophe 2 | men ej skiljas från vännen min  | mais ne peux quitter mon ami          |
| Strophe 2 | utan att fälla tårar.           | sans verser de larmes.                |

## Version de Nina Lizells et de Lee Hazlewood
Dans le film Cowboy in Sweden diffusé en 1970, Nina Lizell (sv) joue le rôle de la blonde suédoise qui guide le cow-boy, Lee Hazlewood, à travers la Suède. Il manquait une chanson pour la bande originale du film et elle a suggéré une réinterprétation de Vem kan segla förutan vind?, qu'elle avait déjà enregistré en 1967. Le chef d'orchestre et arrangeur Lasse Samuelson est chargé au pied levé d'arranger la musique. La chanson est interprétée par Nina Lizells et Lee Hazlewood, et devient un succès avec une première place au Svensktoppen (sv) 1971. Elle sort également sortie en single la même année. La chanson est restée sept semaines au total dans le classement, dont trois à la première place.
La version de Lizell et Hazlewood est l'un des titres retenus dans le livre Tusen svenska klassiker publié en 2009.